# Cinèsica

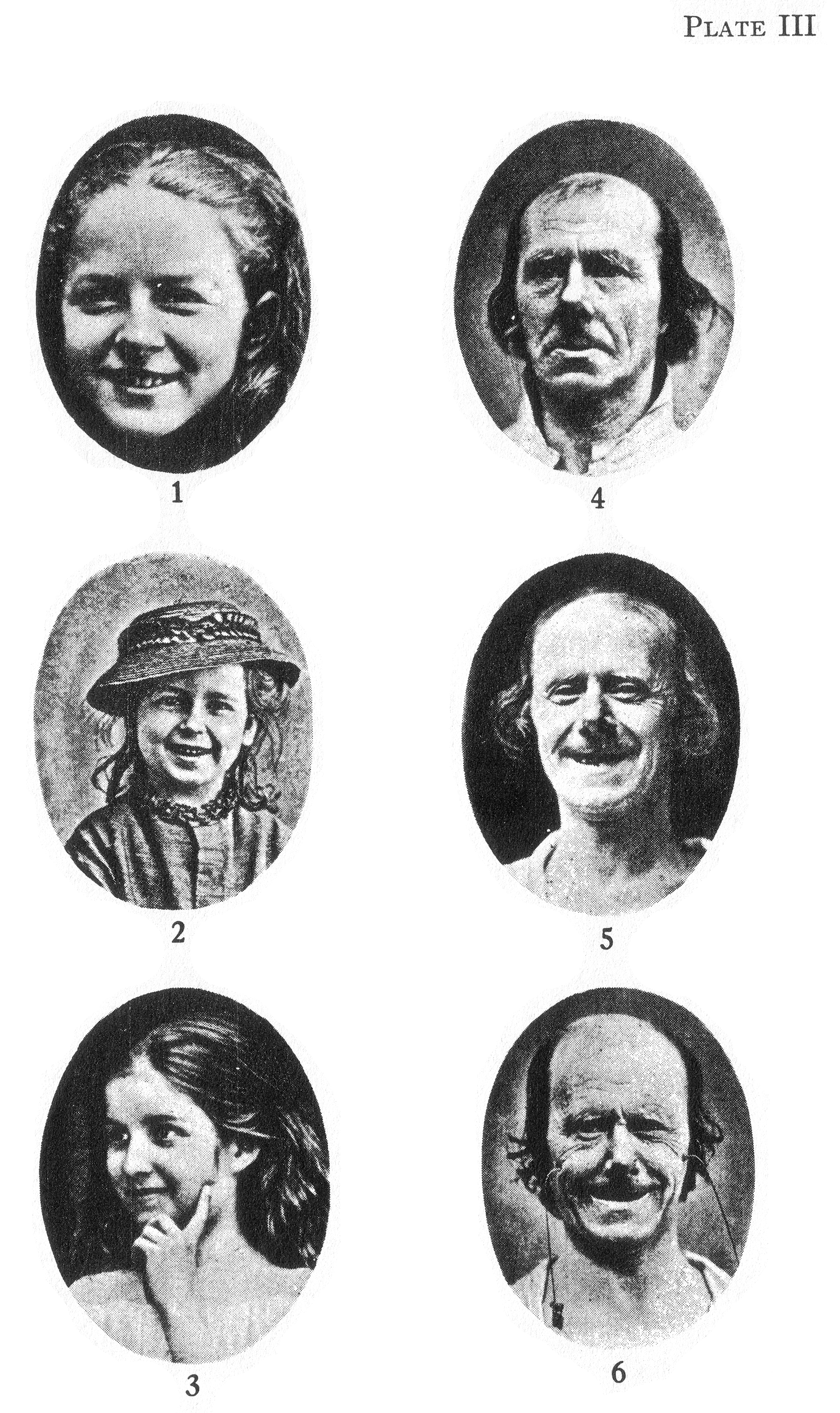
Collage de L'expressió i les emocions en l'home i els animals, de Darwin, el primer estudi cinèsic o de llenguatge corporal.

El llenguatge corporal o llenguatge del cos és el bescanvi d'informació no verbal mitjançant el cos. És un tipus de comunicació no verbal que pot ser complementat o modificat per altres tipus de comunicació, com per exemple la verbal, el parallenguatge, l'aspecte físic, l'entorn o imatges. Inclou actitud física, postura corporal, tensió muscular, gest, moviment, desplaçament, mirada, expressió facial i veu, excloent-ne el contingut significant de les paraules que es verbalitzen.
És el llenguatge principal de la majoria d'intèrprets de les arts escèniques, com la dansa, el teatre i el circ. De fet, alguns gèneres teatrals i alguns tipus de dansa, estils i coreògrafs i ballarins han desenvolupat un llenguatge corporal artístic propi. En alguns espectacles pot ser l'únic tipus de comunicació, i també és l'eina clau dels actors de cinema mut, tot i que aquestes pel·lícules contenen també molta més informació no verbal, a través de la fotografia, la música, la llum, el vestuari, etc.
La ciència que estudia el llenguatge corporal es diu cinèsica. Charles Darwin va ser el primer a estudiar el llenguatge corporal i el 1872 va publicar la primera obra al respecte, L'expressió i les emocions en l'home i els animals.

## Comunicació no verbal i llenguatge corporal

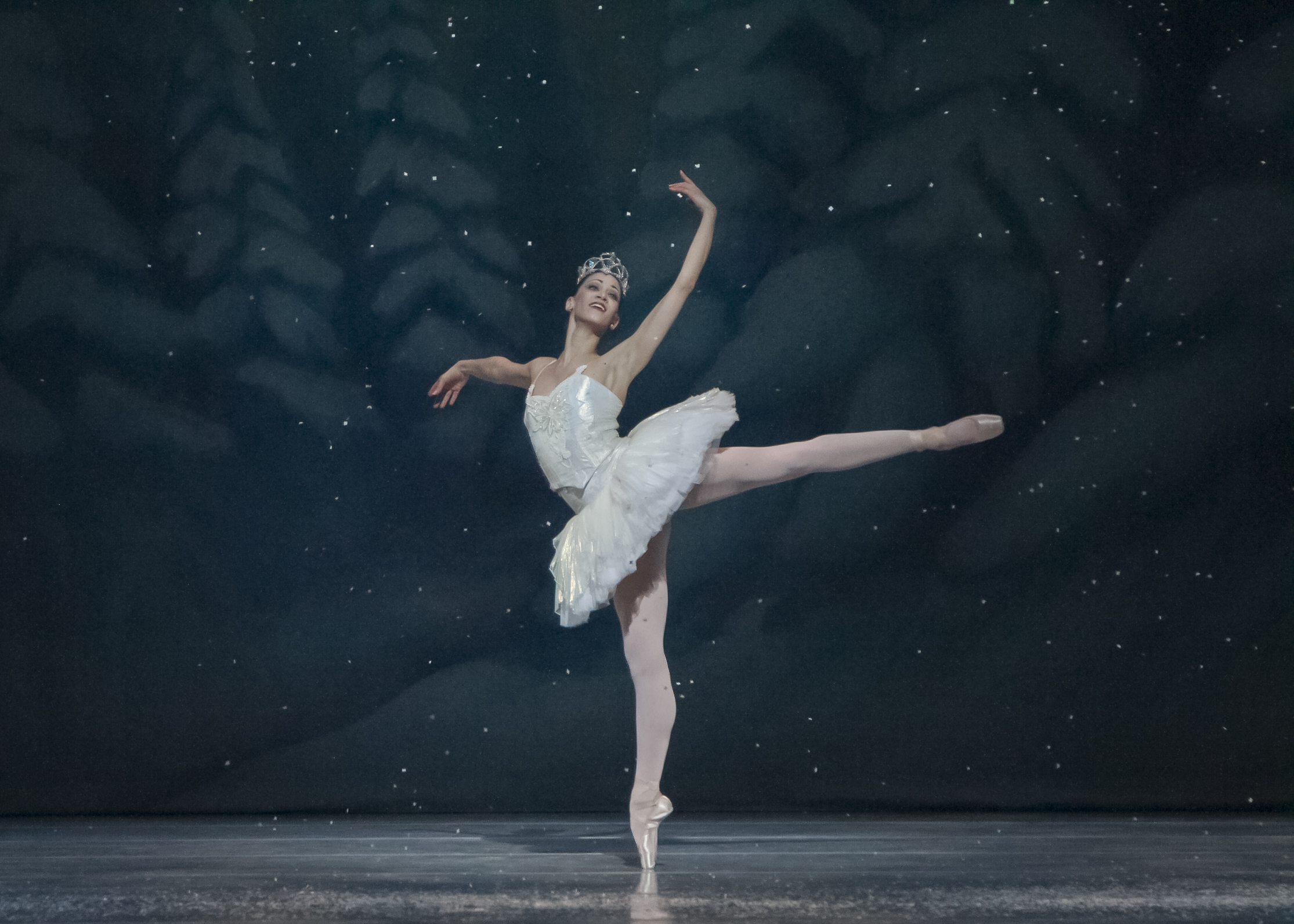
La dansa clàssica té un llenguatge corporal propi molt definit, independentment de l'escenografia que s'utilitzi, i que pot aportar altre tipus d'informació no verbal.

De vegades, s'usa de manera planera l'expressió «llenguatge corporal» com a sinònim de comunicació no verbal. Tanmateix, en l'àmbit científic, més rigorós, signifiquen coses diferents, ja que la comunicació no verbal inclou la comunicació corporal i a més altres aspectes, com per exemple l'entorn físic immediat (les dimensions del recinte, la decoració, etc.), l'aparença física (roba, pentinat, accessoris, etc.), fotografies, cartells i altres elements que poden indicar interessos propis, per exemple, o maneres de ser (ordenat, pràctic, minimalista, auster, etc.).
En les arts escèniques, el llenguatge corporal és l'activitat dels intèrprets (incloent-hi la veu); el llenguatge verbal correspon al text teatral i la comunicació no verbal és la posada en escena, el conjunt de l'escenografia (incloent-hi el disseny de l'escenari, decorat, vestuari, llum, so, projeccions audiovisuals, etc.) i interpretació, és a dir, tot excepte el text. No tots els espectacles dramàtics tenen text i també n'hi ha d'experimentals en els quals, per exemple, el text són paraules inventades sense sentit o en el qual els actors van dient noms de vegetals i, tanmateix, els diàlegs "s'entenen" perfectament.

## Llenguatge corporal i pantomima

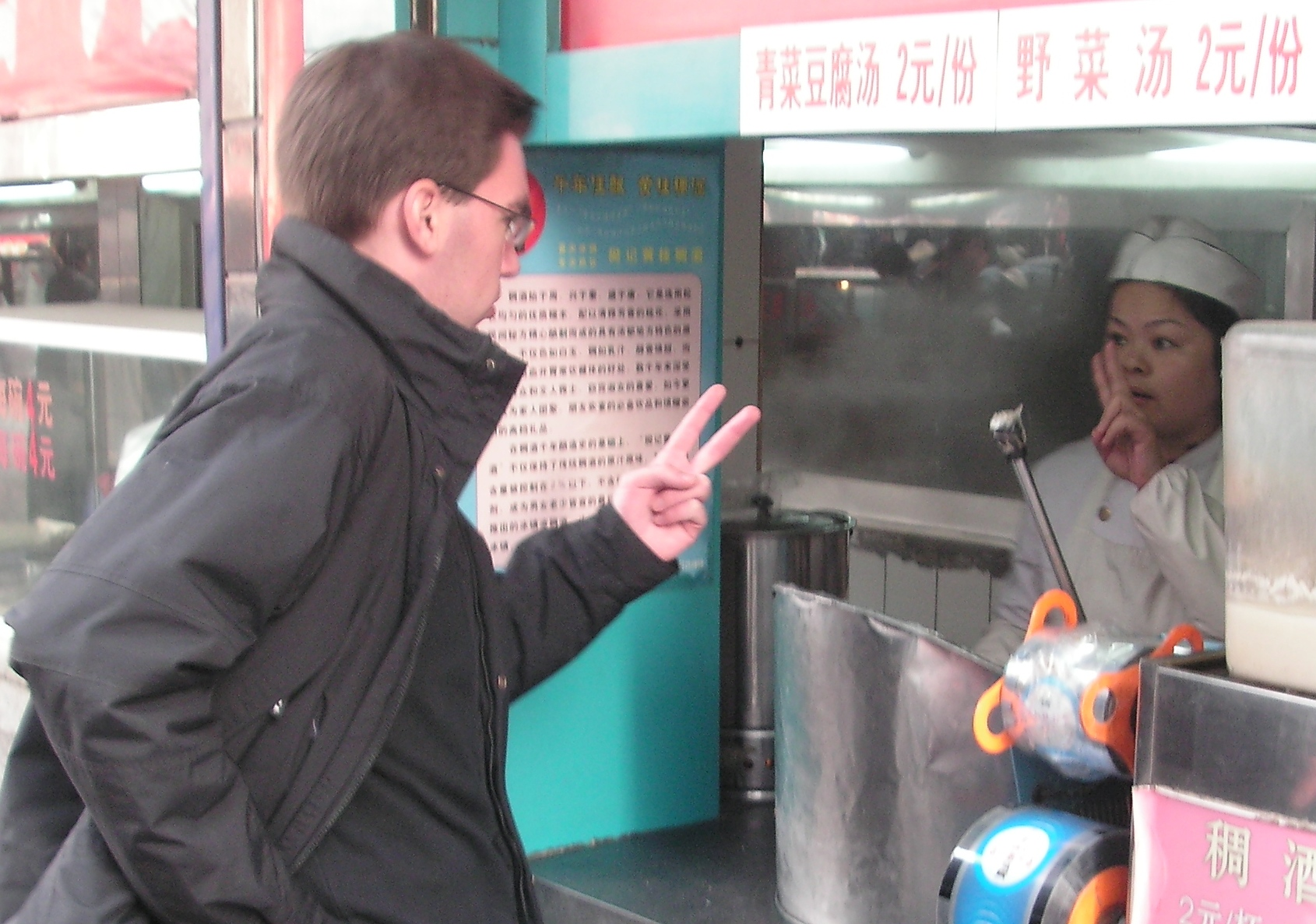
"En vull dos" o "Són dos" en mímica. La mímica és llenguatge corporal, però únicament una mínima part d'aquest.

Algunes vegades es confon el llenguatge corporal amb la pantomima. El mim i la pantomima són gèneres teatrals que han desenvolupat un llenguatge propi, que és corporal. També és pantomima el que fan els nens quan juguen a beure llet sense tenir físicament cap recipient, per exemple, o quan senyalem el dors del canell per indicar alguna cosa relacionada amb l'hora ("arribes tard", "quina hora és?", etc.). La pantomima, que en arts escèniques es pot estilitzar, en la vida quotidiana inclou els signes típics del pam i pipa, la botifarra, la victòria amb dos dits de la mà, el "m'agrada" aixecant un polze, d'estar boig tocant-se el cap i d'altres que poden ser comuns en diverses cultures o propis d'una de sola.
El llenguatge corporal, i dins d'aquest el gest, és molt més ampli i inclou tota expressivitat realitzada amb el cos, que és, en general, complexa, subtil i personal; i es poden comunicar coses diferents amb, per exemple, un mateix somriure, i moltes vegades, el que no es pot comunicar amb paraules.

## Tipus de comunicació corporal

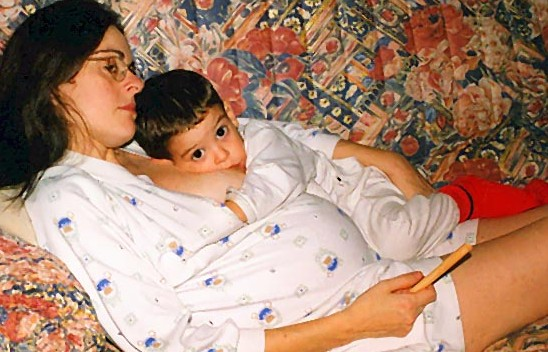
Comunicació corporal en la vida quotidiana.

El llenguatge corporal és el més bàsic i primitiu, que apel·la directament al sistema límbic. És anterior al verbal, tant evolutivament parlant com perceptivament, i connecta amb el nostre conscient i inconscient. Apareix en totes les cultures. No es limita al gest: potser un moviment o pot ser estàtic, com donar la mà o recolzar el propi pes corporal, del cap, per exemple, sobre un altre.
Té memòria pròpia: la memòria corporal és a la que popularment es refereixen les persones quan diuen que "muntar en bicicleta no s'oblida", per exemple. Es pot tenir confiança únicament racional però la confiança corporal, en el sentit de posar la seguretat del propi cos a mercè d'un altre cos, en requereix a més la mental, intel·lectual i emocional. D'altra banda, les amígdales ens informen de si una persona ens mereix la seva confiança només en veure-la, segons el que ens comunica corporalment.
El llenguatge o comunicació corporal primer, evolutivament, i el més íntim, és el llenguatge del tacte. És el que té una mare amb un fill en la lactància, per exemple.
Els nadons molt petits encara no saben somriure, ni tan sols poden veure bé, però les primeres coses que aprenen a detectar en les cares dels altres són els ulls i el somriure. Les expressions facials que mostren les emocions bàsiques (alegria, ràbia, tristesa, por, sorpresa, fàstic) depenen de les de l'entorn social, cultura, experiències anteriors, personalitat, etc., però existeixen certs patrons amb elements bàsics comuns a totes les persones, incloent-hi nens cecs i indígenes de petites comunitats que mai no han tingut contacte amb altres cultures.
Posteriorment, s'aprèn la comunicació pel moviment i el gest, per exemple assenyalant coses, i més tard el desplaçament, que permet aprendre a quina distància considera el subjecte que pot estar d'un altre, segons de qui es tracti, les circumstàncies i el que comuniqui. La posició corporal i les característiques dels gestos, moviments i desplaçaments. L'últim que s'aprèn és la mirada, la consciència que es poden mantenir els ulls oberts o tancats, desviar-los, baixar la mirada, etc., amb una mateixa expressió facial i corporal, per exemple, i estar comunicant.